# Ys (sèrie de videojocs)
Ys  (イース) és una serie japonesa de  videojocs de rol d'acció creada per la companyia Nihon Falcom. Els jocs segueixen la vida de l'aventurer Adol Christin. El primer joc de la saga, Ys I: Ancient Ys Vanished, va ser publicat per al PC-8801 el 1987. Des d'aleshores, els diferents jocs de la saga han aparegut per a multiples videoconsoles i ordinadors personals.